# 斯皮特灣
斯皮特灣是南大洋的海灣，位於澳大利亞海外領地赫德島和麥克唐納群島，赫德島的東端斯皮特角西面，距離南極洲1,700公里和珀斯4,100公里。
53°6′S 73°45′E / 53.100°S 73.750°E